# サイ・タフ
サイ・タフ（Cy Touff、1927年3月4日 - 2003年1月24日）は、アメリカのジャズ・バストランペット奏者。彼はバストランペッターとして知られる数少ないジャズ・ミュージシャンの一人であった。人生のほとんどをシカゴで過ごしたが、ウエストコースト・ジャズにも関わっていた。
彼は6歳でピアノを始め、トランペットに落ち着く前にシロフォンとサクソフォーンを演奏した。1944年から1946年までアメリカ陸軍に入隊し、軍隊ではトロンボーンを演奏していた。戦後はバストランペットに転向し、ウディ・ハーマンやサンディ・モーズらと共演。1953年にハーマンのバンドに参加し、1954年から1955年にかけて、リッチー・カミューカを含む縮小版バンドで演奏した。彼とモーズは、1950年代後半にピーセス・オブ・エイト・オクテットを率いた。

## ディスコグラフィ

### リーダー・アルバム
- 『サイ・タフ、ヒズ・オクテット&クインテット』 - Cy Touff, His Octet & Quintet (1955年、Pacific Jazz) ※with リッチー・カミューカ
- Doorway to Dixie (1956年、Argo)
- Touff Assignment (1959年、Argo)
- Keester Parade (1962年、Pacific Jazz) ※with リッチー・カミューカ、リロイ・ヴィネガー、ハリー・エディソン
- Hyde Park After Dark (1983年、Bee Hive) ※with クリフォード・ブラウン、ヴォン・フリーマン、ノーマン・シモンズ、ヴィクター・スプロールズ、ウィルバー・キャンベル
- Tickle Toe (2008年、Delmark) ※1981年録音 with サンディ・モーズ